# Tarusa
Tarusa (ros. Таруса) – miasto w środkowej Rosji, w obwodzie kałuskim u ujścia Tarusy do Oki. Prawa miejskie od 1976 roku. Około 9,7 tys. mieszkańców (2006). Pierwsze wzmianki o miejscowości w latopisie z 1246 roku.

## Etymologia nazwy
Nazwa pochodzi od nazwy rzeki Tarusa, dopływu Oka. . 

## Historia
Wiadomo, że Tarusa istniała od 1246 roku. 
W XVI wieku miasto zostało ufortyfikowane wałami i okopami w celu obrony przed Tatarami Krymskimi i Ordą Nogajską. 
W XVIII wieku Katarzyna II przebudowała Tarusę według ogólnego planu, z ogromnym placem Sobornaya w centrum i pięknym Soborem (kościołem). Z centrum wszystkie ulice Tarusy biegły w regularny sposób. Wspaniały projekt miasta Katarzyny II jest nadal zachowany i widoczny. 
Na początku XX wieku Tarusa stała się domem dla rodziny Iwana Cwietajewa - założyciela Muzeum Sztuk Pięknych im. Puszkina w Moskwie, jego córki Mariny Cwietajewej - słynnej poetki o tragicznym losie. Słynny rosyjski malarz Wiktor Borysow-Musatow często mieszkał i malował w Tarusie i został tam pochowany. Tarusa zyskała przydomek „rosyjskiego Barbisona nad Oką” i stała się popularnym miejscem dla wielu malarzy, w tym Michaiła Wrubla, Konstantina Korovina, Walentina Sierowa, Nikołaja Krymowa, Lwa Łagorio i Wasilija Polenowa. . 
Władza radziecka w Tarusie została ustanowiona 27 grudnia 1917 r. W kolejnych latach wszystkie kościoły w mieście zostały zamknięte, a na centralnym placu wzniesiono pomnik Józefa Stalina. Podczas II wojny światowej wojska niemieckie zbliżyły się do Tarusy i zajęły ją w drodze do Moskwy. Miasto zostało zajęte przez Niemców między 24 października a 19 grudnia 1941 r. Następnie miasto zostało odbite przez Armię Czerwoną, która zimą przekroczyła rzekę Okę pod niemieckim ostrzałem i zaatakowała niemieckie twierdze na wyższym brzegu Oki. Pozostałości fortyfikacji miasta i murów miejskich można do dziś zobaczyć w parku społecznościowym w pobliżu katedry Piotra i Pawła. 